# Cruguel
Cruguel (en galó Crugèu, en bretón Krugell) es una población y comuna francesa, situada en la región de Bretaña, departamento de Morbihan, en el distrito de Pontivy y cantón de Josselin.

## Demografía
| 796 | 752 | 696 | 687 | 618 | 595 |
| Para los censos de 1962 a 1999 la población legal corresponde a la población sin duplicidades (Fuente: INSEE [Consultar]) |     |     |     |     |     |